# Jacques Linard

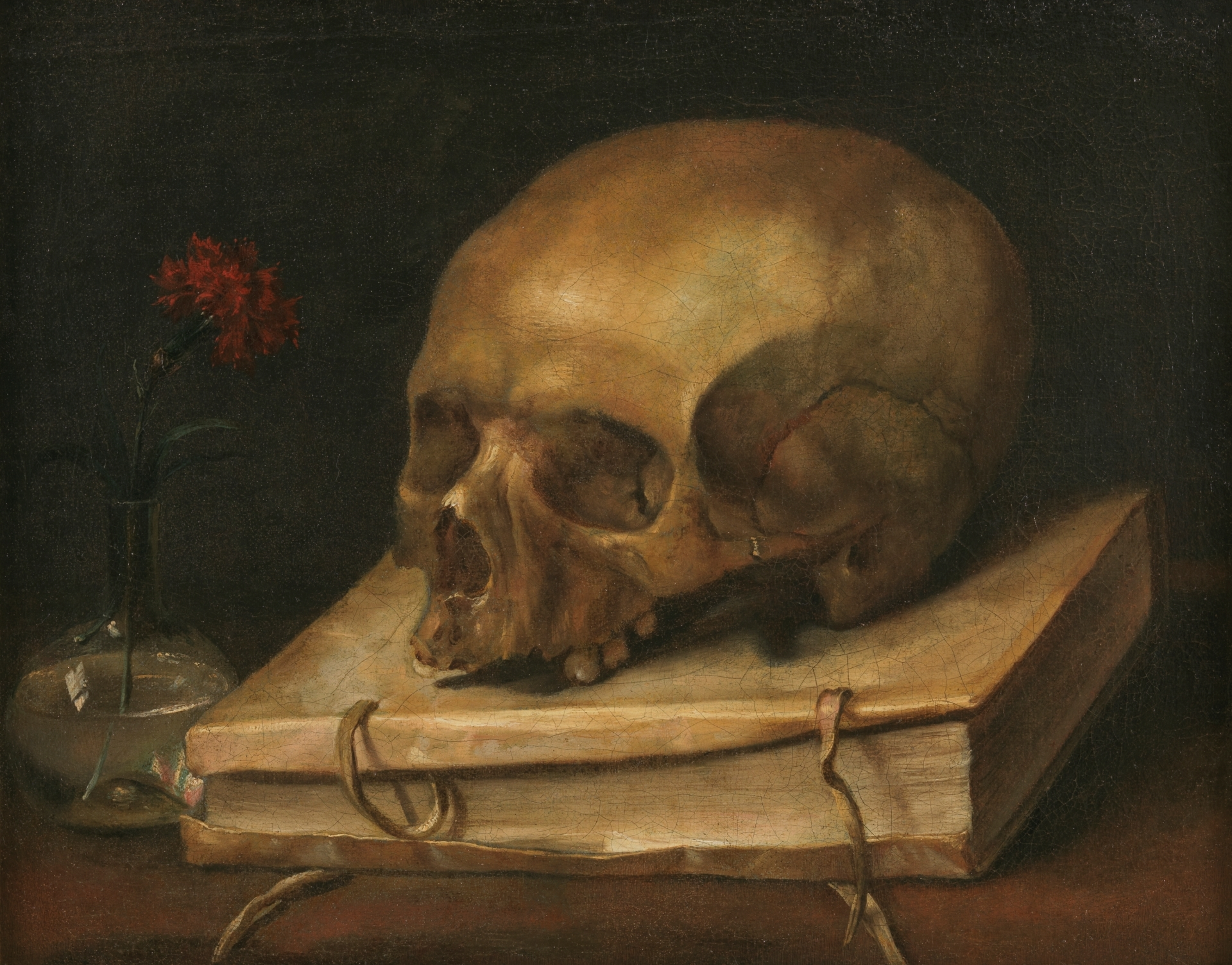
Vanitas, óleo sobre lienzo, 31 x 39 cm, Madrid, Museo del Prado.

Jacques Linard (Troyes, 1597-París, 1645) fue un pintor barroco francés especializado en la pintura de bodegones de flores y Vanitas.

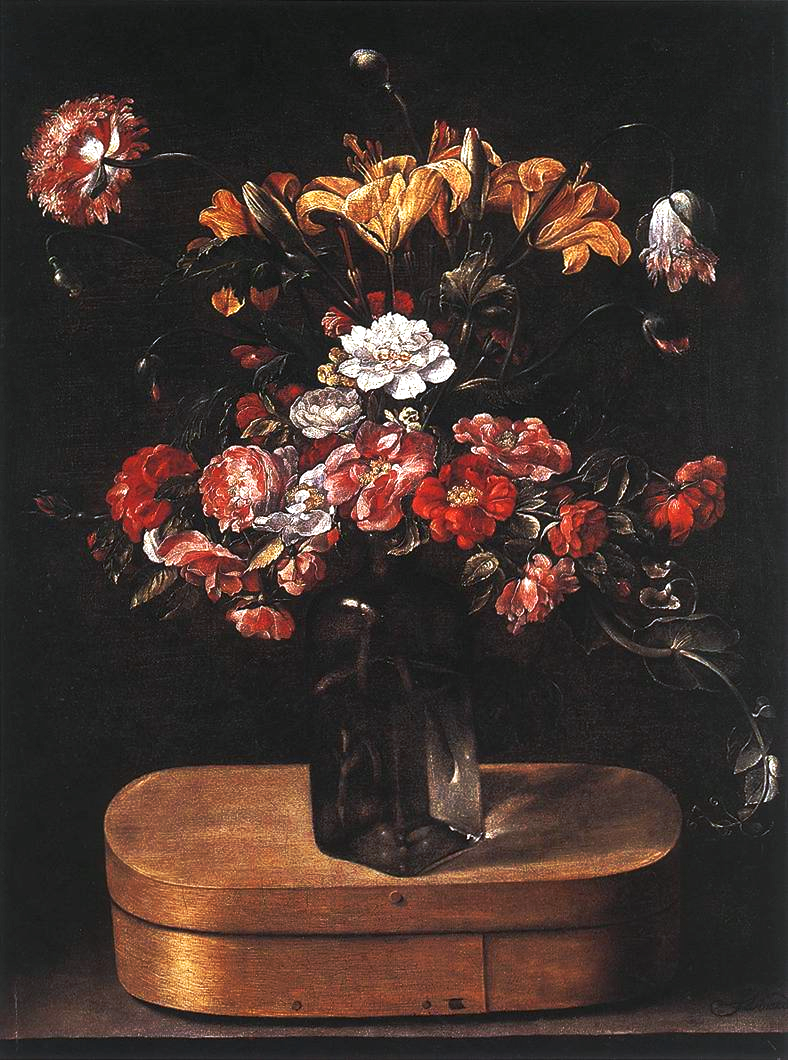
Jarrón de flores sobre una caja de madera, Karlsruhe, Staatliche Kunsthalle, circa 1640.

Nacido en Troyes, fue bautizado el 6 de septiembre de 1597 en la iglesia de Saint-Rémy. En la partida de bautismo se nombra a su padre, Jehan Linard, como maestro pintor, aunque no se conoce ninguna obra suya. Desde los primeros años de la década de 1620 se le encuentra activo en París, donde en 1631 otorgó una donación mutua junto con su esposa, Marguerite Trehoire, en la que aparece citado como valet de chambre ordinario del rey. Falleció y fue enterrado en París el 12 de septiembre de 1645. Una hermana, casada con Claude Baudesson, fue madre de otro célebre pintor de naturalezas muertas, Nicolas Baudesson.
De Linard se conocen en la actualidad unas cincuenta obras, encabezadas por un sorprendente Flautista de colección privada, firmado JLinard 162-. En su mayor parte se trata de naturalezas muertas caracterizadas por la precisión naturalista, en las que introduce en ocasiones significados morales en la forma de vanitas (Vanitas, Museo del Prado, Vanitas a la luz de la vela, 1644, Fundación Gustav Rau) o como alegorías de los cinco sentidos y de los cuatro elementos (Museo del Louvre, 1627, Museo de Bellas Artes de Estrasburgo, 1638). Su gusto por la precisión de las formas sencillas y el naturalismo aproximan sus obras, en opinión de Anthony Blunt, a las de los maestros españoles de bodegones, como Juan Sánchez Cotán, más que a las de los bodegonistas nórdicos contemporáneos.